# Chiesa di San Marco (Pozzuoli)
La chiesa di San Marco è un edificio religioso in stile neoclassico di Pozzuoli.
Nel palazzo adiacente all'edificio di culto, sito in via Sacchini, il sei novembre 1936 fu inaugurato dall'allora vescovo Alfonso Castaldo un asilo infantile e la sezione femminile del liceo-ginnasio vescovile. Tale edificio è attualmente la sede della Caritas diocesana.

## Storia
La chiesa, a croce greca, venne costruita su progetto dell'ingegnere Nicola Forte nel 1933, in sostituzione di un preesistente luogo di culto, risalente al XVII secolo e demolito nel 1929 per effettuare lavori di bonifica del territorio. L'altare maggiore e alcuni arredi sacri della vecchia chiesa vennero conservati e trovarono collocazione nel nuovo edificio.
In particolare si ricorda la statua lignea di San Marco, realizzata a cavallo tra il XVI e il XVII secolo, che sovrasta l'altare maggiore e una tela seicentesca, collocata nell'altare sinistro, raffigurante la Madonna di Montevergine: essa infatti risulta essere una fedele copia d'epoca dell'originale opera conservata nel Santuario mariano.